# Drenova (gmina Čajetina)
Drenova (cyr. Дренова) – wieś w Serbii, w okręgu zlatiborskim, w gminie Čajetina. W 2011 roku liczyła 96 mieszkańców.